# Скрипичный мастер

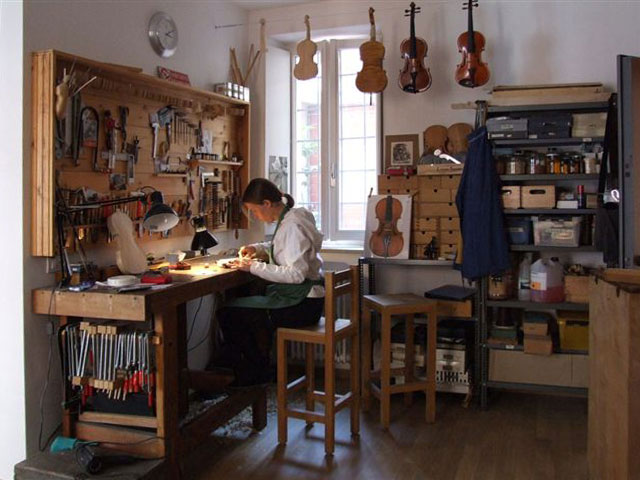
В мастерской Хильдегард Додель — современного скрипичного мастера

Скрипичный мастер — человек, занимающийся изготовлением и ремонтом скрипок и других смычковых музыкальных инструментов.
Первые скрипичных дел мастера жили на севере Италии. Право считаться изобретателем скрипки современного типа оспаривают Гаспаро да Сало (ум. 1609) из Брешии и Андреа Амати (ум. 1577) из Кремоны. Благодаря семейству Амати в XVII—XVIII вв. Кремона прославилась как центр мирового скрипичного производства. Учениками Николо Амати (1596—1684) были такие знаменитые мастера, как Антонио Страдивари и Андреа Гварнери. Высоким авторитетом пользовались в XVIII веке инструменты из миланской мастерской Тесторе и кремонской мастерской Бергонци.
Английское слово luthier обозначает мастера, занимающегося созданием и ремонтом всех струнных музыкальных инструментов, в том числе щипковых музыкальных инструментов, а не только смычковых. К этой категории относятся и современные конструкторы нетрадиционных музыкальных инструментов, как, например, голландец Юрий Ландман.